# Verwaltungsfahrzeug 2
Das Verwaltungsfahrzeug 2 auch als Teigknetwagen bekannt, diente bei den Feldbäckereien des Deutschen Kaiserreiches, bei der Reichswehr und bei der Wehrmacht für die Truppenverpflegung als Unterstützungswagen zur Herstellung von Brotteig.

## Entwicklung

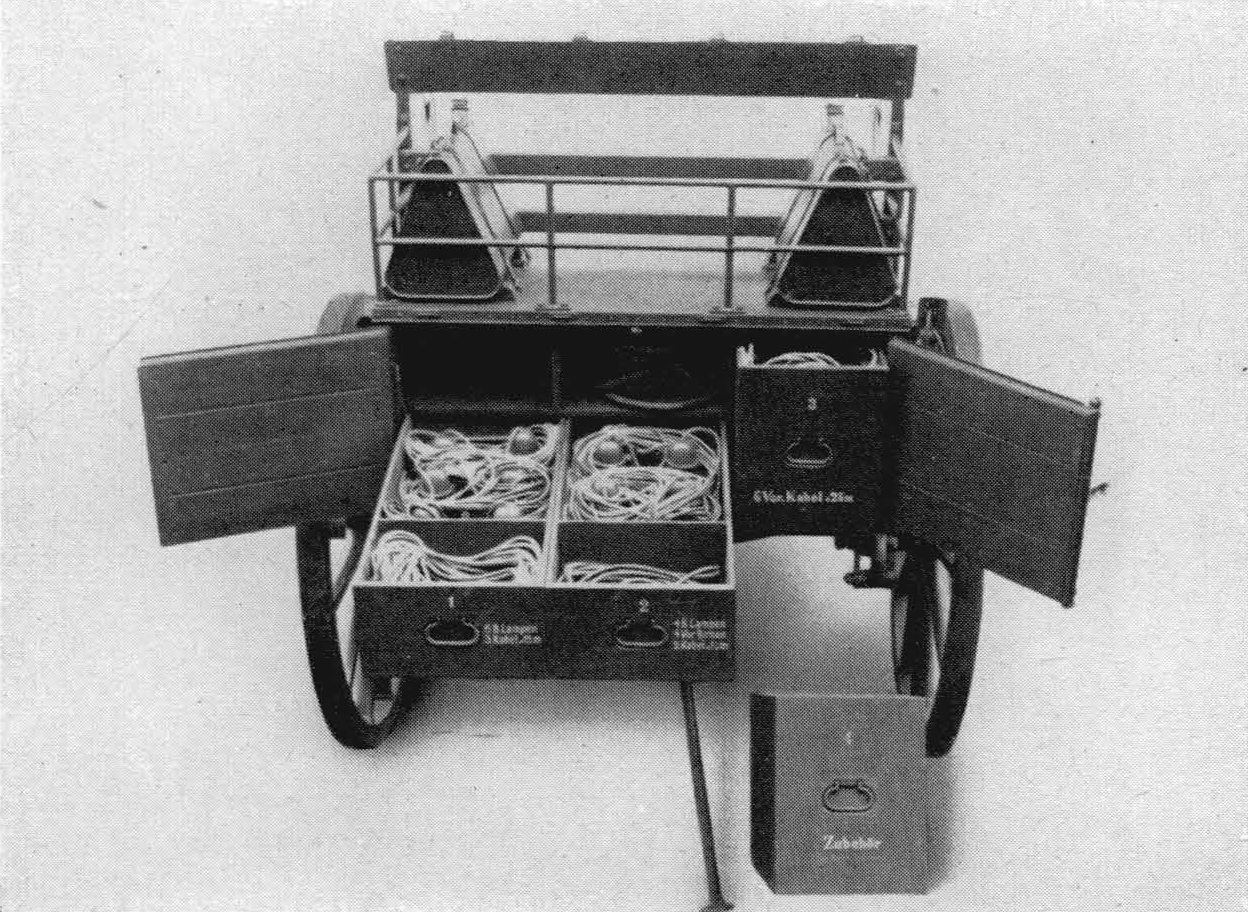
Der Innenraum des Vorderwagen aus der H. Dv. 489/3

Der Teigknetwagen, auch als Verwaltungsfahrzeug 2 (kurz: Vwf. 2) bei der Wehrmacht bekannt, wurde 1890 in der deutschen Armee eingeführt. Er war als Fuhrwerk ein militärisches Radfahrzeug und war wie der Backofenwagen 90 ein Unterstützungsfahrzeug für die im Feld eingerichtete Bäckerei auf Rädern. Er wurde bei neupreußische Trainbataillonen und anderen Verpflegungstruppen genutzt. Er diente in den Feldbäckereien zum Kneten von Teig.
Der Vwf. 2 war ein vierrädriges und durch ein zweispänniges Pferdegespann gezogenes Fahrzeug. Es war nach dem Protzsystem gebaut und bestand aus einem Vorder- und Hinterwagen. Im Vorderwagen wurden Ausrüstungsgegenstände wie Beleuchtungsgerät, Zubehör und Ersatzteile für das Fahrzeug untergebracht. Im Hinterwagen war die Knetvorrichtung in einem vollständig geschlossenen Gehäuse untergebracht.

## Technische Beschreibung

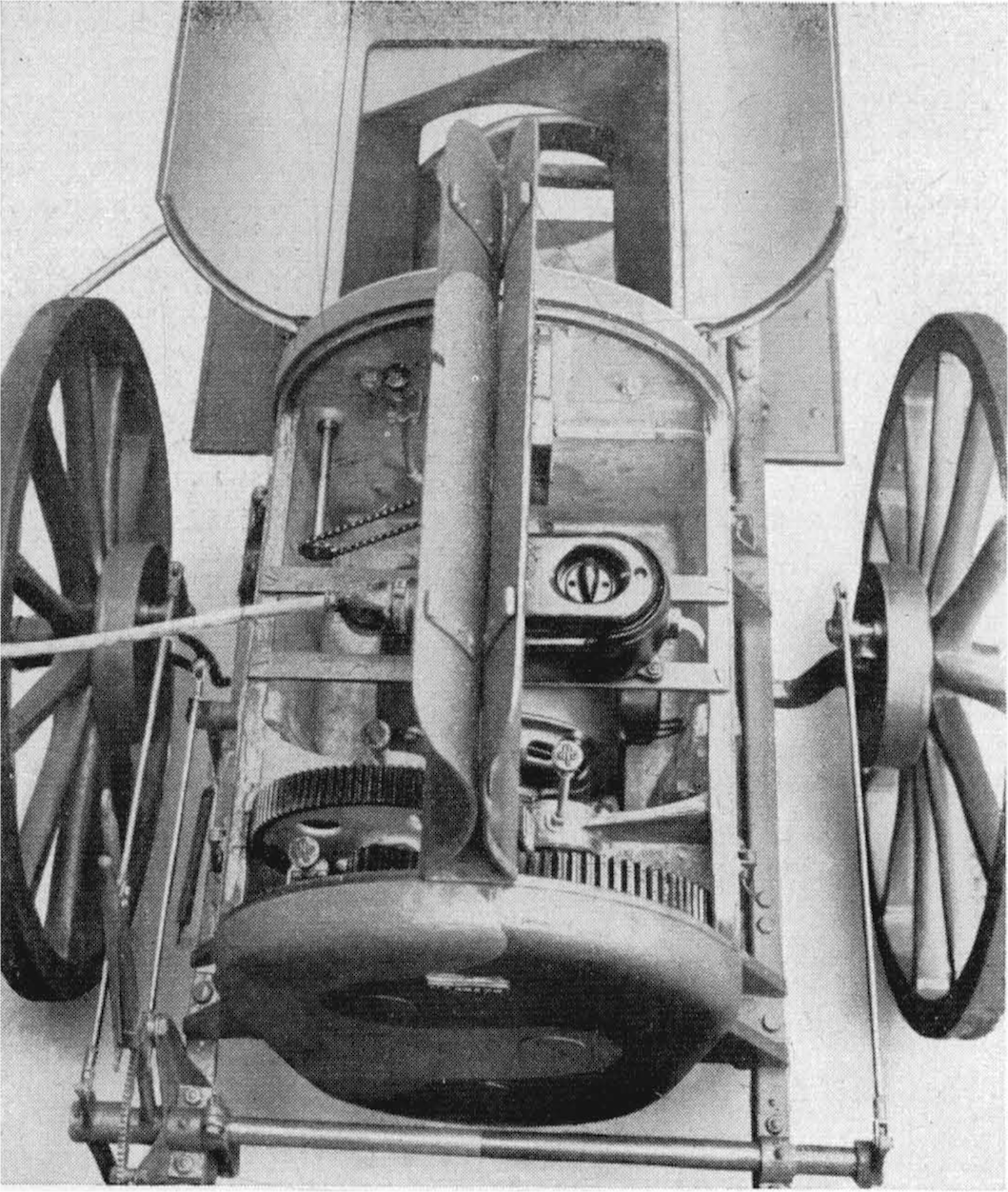
Der Innenraum des Hinterwagen aus der H. Dv. 489/3

Die Hauptteile des Vorderwagens waren das Fahrgestell, ein Wagenkasten, eine Achse mit Rädern, eine Anspannvorrichtung mit Deichsel und eine Federprotzverbindung. Das Fahrgestell bestand aus zwei inneren und zwei äußeren, aus Stahl bestehenden U-Schienen, zwei vorderen und einer hinteren Querschiene. Diese waren durch Nieten zu einem rahmenartigen Gestell verbunden und wurden durch zwei weitere Verstrebungen aus flachen Stahlschienen versteift. Das Fahrgestell ruhte mit der gesamten Last hängend in zwei sechsteiligen Wagenfedern. Diese waren durch Federbügel an den äußeren Tragschienen drehbar gelagert.
Der hölzerne Wagenkasten diente zur Aufnahme von Zubehör und Vorratsteilen, einschließlich Beleuchtungsgerät. Das Innere des Kastens war in fünf Fächer eingeteilt. Die Wagenkastendecke war in der Mitte durch ein hölzernes Lehnbrett und zwei hölzerne Querleisten geteilt. Die vordere Hälfte diente als Sitz für den Fahrer und hatte rechts und links je eine belederte Armlehne. Auf Höhe des Untergestells gab es ein Fußbrett. Der Rückwärtige Teil der Decke hatte ein Gepäckgitter in dem rechts und links je ein Dreikant-Kanister für 20 l Kraftstoff festgeschnallt war. Der Freiraum zwischen den Kanistern war für das Gepäck des Fahrers und des Begleitmannes gedacht. Man konnte das Gepäckgitter durch eine Plane gegen Witterungseinflüsse schützen.
Die Deichsel entsprach in ihrer Gesamtlänge und den restlichen Abmessungen der des leichten und schweren Feldwagens (Hf. 1 und Hf. 2), allerdings hatte sie eine gerade Form. Eine Nutzung der Deichsel vom Hf. 1 oder Hf. 2 war aufgrund ihrer gebogenen Form nur bedingt und nur behelfsmäßig möglich. Die Federprotzverbindung war die gleiche wie bei der großen und kleinen Feldküche (Hf. 11, Hf. 12, Hf. 13 und Hf. 14). Weiterhin befand sich im Vorderwagen Schanzzeug, welches in Beschlägen an der Außenseite des Fahrzeuges untergebracht war.
Der Hinterwagen bestand aus dem Fahrgestell und dem Aufbau. Das Fahrgestell hatte stählerne Längsträger, die durch Querschienen miteinander verbunden waren. Die Längsträger verliefen nach vorn in einen spitzen Winkel zusammen. An dessen Ende befand sich die Protzöse. Die Hinterachse hatte zwei paar sechsteilige Wagenfedern, welche mit dem Fahrgestell verbunden waren. An den Rädern waren zwei Bremstrommeln für die Innenbackenbremse. Die Bremse konnte durch eine aus Leder gefertigte Brems- und Löseleine vom Fahrersitz des Vorderwagens bedient werden. Die Räder des Vorderwagens waren identisch zu denen des Hinterwagens.
Der Aufbau bestand aus einem Gehäuse aus Leichtmetall in ovaler Form. Dieses wurde durch sechs Flansche mit den Längsträgern des Fahrgestells verbunden. Das Innere war durch eine Zwischenwand geteilt. Im vorderen Teil befand sich der Elektromotor mit Zahnradvorgelege. Dieser übertrug den Antrieb auf die Welle der Knetschnecke. Im zweiten Teil des Gehäuses befand sich ein Stahlzylinder mit einem Knetbottich und einer Knetschnecke. Verschlossen werden konnte das Gehäuse durch zwei aufwärts klappbare Deckel. Bei späteren Teigknetwagen war der Deckel einteilig und nach der Seite aufklappbar. An der Rückseite befand sich eine drehbare, kreisrunde Tür. Aus dieser konnte der fertige Teig entnommen werden.

## Einsatz

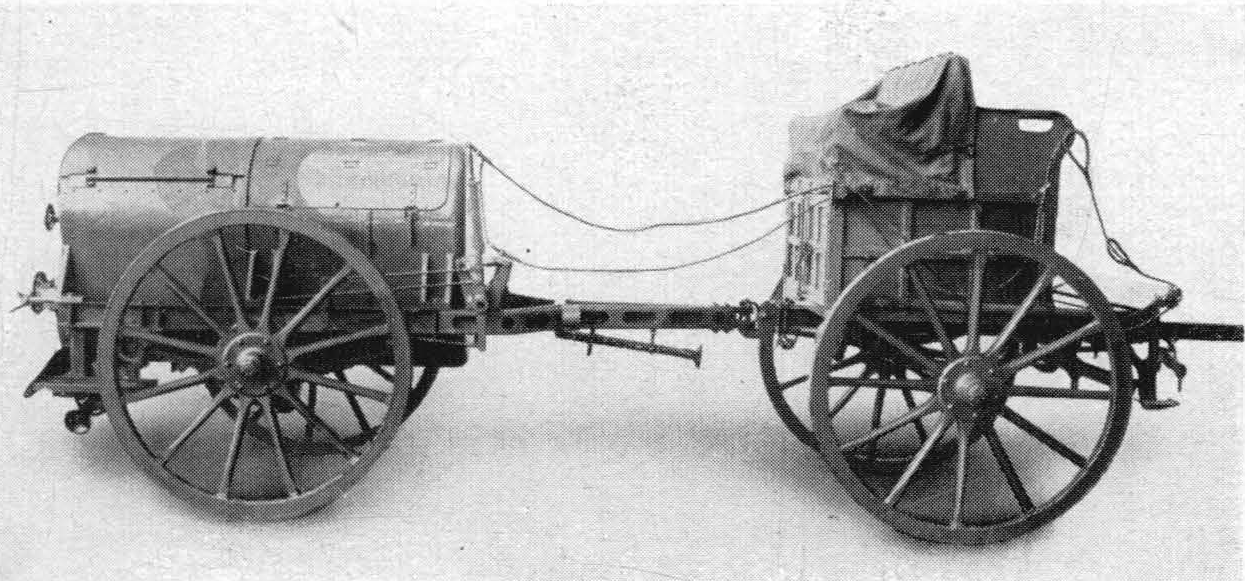
Die rechte Seite des Vwf. 2 aus der H. Dv. 489/3

Wie beim preußischen Militär üblich, wurden auch zum Geräteeinsatz viele Details beschrieben, die auch handwerkliche Belange wie hier den Bereich des Bäckerhandwerkes betreffen. Back- und Brotzelte zählten in Feldbäckereien zur Grundausstattung, wie das Sanitätszelt für die medizinische Versorgung.
Je nach Witterung und Jahreszeit wurde der Teigknetwagen im Backzelt oder außerhalb in der Nähe des Backzeltes aufgestellt. Dabei wurde der Vorderwagen abgeprotzt und abseits aufgestellt. Der Hinterwagen wurde mittels zweier Wagenstützen in eine waagerechte Lage gebracht und die Bremse wurde fest angezogen. Danach wurde das Zuleitungskabel für den Kraftstrom an den Schaltkasten des Teigknetwagens angeschlossen. Der Strom kam vom Kraftquellenwagen (Vwf. 3).
Bevor der Teigknetwagen in Betrieb genommen werden konnte, musste das Innere des Knetbottichs, einschließlich der Knetschnecke, mit heißem Wasser von anhaftenden Fett und Staub vollständig gereinigt werden. Die Schmierung des Getriebes musste ebenfalls überprüft und gegebenenfalls korrigiert werden. Bei einem Dauerbetrieb musste mehrmals am Tag das Getriebe überprüft werden. Am Elektromotor musste der Ölstand in Ölkammern der Ringschmierlager geprüft werden. Eine einmalige Füllung des Öls reichte bei einem Dauerbetrieb etwa zwei Monate. Die Angriffsflächen der Zahnräder mussten einmal wöchentlich mit Maschinenöl oder Fett behandelt werden.
Der Teig sollte vorschriftsmäßig hergestellt werden. Dabei wurden 75 kg Mehl, 30 kg Sauerteig, 1 kg Salz, welches in 40 l Wasser aufgelöst wurde, zusammen in den Knetbottich geschüttet. Ein nachträgliches Hinzufügen von Wasser war strikt untersagt und musste vermieden werden, da die Teigmasse im bereits vorgekneteten Zustand kein Wasser mehr aufnimmt. Danach musste die Stromversorgung eingeschaltet werden, wodurch der Motor in Gang gesetzt wurde. Man musste allerdings auch hier darauf achten, den Motor langsam anzulassen und nicht gleich auf volle Stromstärke zu stellen, da sonst schwere Schäden am Motor hätten entstehen können. In der Elektrotechnik ist dazu die Stern-Dreieck-Anlaufschaltung bekannt. Nachdem der Teig durch die Maschine geknetet wurde, war eine Menge von 145–150 kg innerhalb von 5–8 Minuten fertig. Somit konnten in einer Stunde 1100–1800 kg Teig zubereitet werden.
Im Sinne von Unfallverhütungsvorschriften war es strengstens verboten, bei laufender Maschine den Teig durch Holzspatel oder ähnliche Geräte herunterzustoßen, da hierbei das Einquetschen des Holzspatels zwischen Knetschnecke und Wand des Knetzylinders schwere Schäden am Getriebe hätten hervorrufen können. Die Entnahme des Teiges erfolgte bei eingeschaltetem Strom durch das Öffnen der hinteren Tür.